# Gotthardbahn
De Gotthardbahn (afgekort: GB) was een private spoorwegmaatschappij in Zwitserland die de Gotthardspoorlijn van Immensee (kanton Schwyz) dwars door de Gotthardmassief met behulp van de 15 km lange Gotthardtunnel naar Chiasso (kanton Ticino) bouwde en exploiteerde. De Gotthardbahngesellschaft (GB) werd op 6 december 1871 opgericht met Alfred Escher als president-directeur.
De spoorlijn is eveneens bekend onder de naam Gotthardbahn. Het hoofdkantoor was gevestigd in het Gotthardgebouw te Luzern.

## Geschiedenis

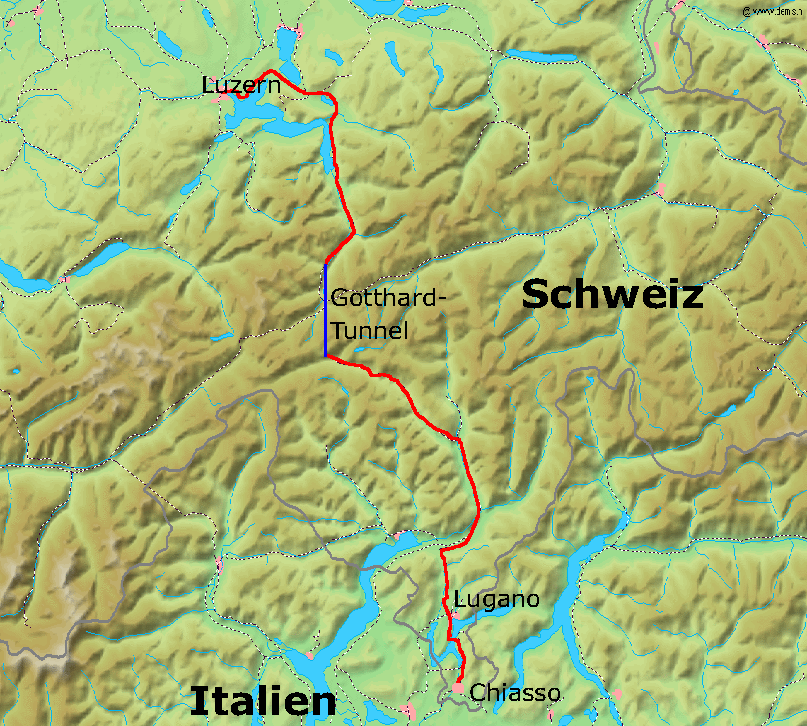
de loop van de Gotthardbahn

Er doken voor de eerste maal in de jaren 30 van de 19de eeuw plannen op voor doorgaande spoorlijnen door de Alpen. In maart 1836 installeerde de Zürcher Handelskammer een commissie in om de bouw van een spoorlijn Bazel – Zürich – Bodenmeer te onderzoeken. Voor de gemeenteraad van Zürich stelde ingenieur Alois von Negrelli een ander project voor, een spoorlijn om de Alpen via Bazel – Zürich – Sargans – Chur – Splügen – Italië.
Na heftige debatten tussen voor- en tegenstanders werd in 1863 door de ingenieurs Wetli en Koller voor het eerst het idee van een tunnel onder de Gotthard gepresenteerd. Toen ook de president van de Nordostbahn (NOB) Alfred Escher van deze plannen hoorde was het besluit snel genomen. Tot dat moment was het traject over de Gotthard het kortste.
Op 7 augustus 1863 richtten vijftien kantons en de spoorwegondernemingen Nordostbahn (NOB) en Schweizerische Centralbahn (SCB) de grote Gotthardvereniging op. Alfred Escher, toen als bankdirecteur en president van kanton Zürich een machtige en invloedrijke Zwitser, werd president en vertegenwoordiger van het Gotthard-idee. Dit had tot gevolg dat het project gebaseerd op plannen van Wetli en Koller door Anton Beckh en Robert Gerwig werd voortgezet.
Op de Gotthard-conferentie van september 1869 in Bern onder leiding van Emil Wetli van de Bundesrat werd het volgende vastgesteld:
- Er zou een doorgaand dubbelsporig traject zonder tandstaaf gebouwd worden, met een maximale helling van 26‰, in tunnels een maximale helling van 23‰ en een minimum radius van 300 meter.
- Een Scheiteltunnel zou de afstand Göschenen en Airolo via een kortere weg elkaar verbinden.
- De kosten voor dit Gotthard traject zouden 187 miljoen Frank bedragen waarvan 60 miljoen Frank was uitgetrokken voor de bouw van de Gotthardtunnel. Italië zou 45 miljoen Frank, het nieuwe Duitse Reich en Zwitserland ieder 20 miljoen Frank bijdragen.
- De rest moest op de kapitaalmarkt opgenomen worden. De Duits-Franse Oorlog vertraagde de ondertekening van het verdrag. De Zwitsers en Italianen ondertekenden het verdrag in 1869 en het Duitse Rijk op 28 oktober 1871. Op 6 december 1871 werd de Gotthardbahngesellschaft met Alfred Escher als president opgericht.

De in 1856 door Alfred Escher opgerichte Schweizerische Kreditanstalt speelde bij de financiering van de Gotthardbahn een belangrijke rol.
In 1862 zette Kaspar Wetli de studie voort en legde een eerste algemeen project van de Gotthardspoorlijn voor.
In 1863 diende de toenmalige Nordostbahn (NOB) onder leiding van Alfred Escher zijn plan voor de Splügenbahn in: Bazel – Zürich – Sargans – Chur – Splügen – Italië. De eerste Gotthardconferentie van 7 augustus 1863 betekende het einde van alle Alpenbahn-projecten in Oostelijk Zwitserland.

## Bouw
Op 13 september 1872 begon in opdracht van de Gotthardbahn de bouw van de Gotthardtunnel onder leiding van Louis Favre. Favre sterft aan een hartaanval in de tunnel op 19 juli 1879. Op 29 februari 1880 werd de Gotthardtunnel doorgeslagen.
Op 1 januari 1882 werd de spoorweg provisorisch als enkelsporige lijn in gebruik genomen. Op 1 juni 1882 werd de Gotthardbahn officieel geopend. De reistijd van Luzern naar Chiasso bedraagt nu 7 uur en 25 minuten.

## Traject kaarten
- Spoorlijn Immensee - Chiasso
- Spoorlijn Luzern - Immensee
- Spoorlijn Giubiasco - Locarno
- Spoorlijn Giubiasco - Luino

## Exploitatie
De spoorlijn werd in het begin geëxploiteerd door de Gotthardbahn (GB), Gotthardspoorwegmaatschappij. In 1909 werd de GB genationaliseerd, waardoor de spoorlijn sindsdien door de SBB wordt geëxploiteerd. Deze spoorlijn is een van de belangrijkste spoorverbindingen door de Alpen.